# Habromyia lizeri
Habromyia lizeri är en tvåvingeart som först beskrevs av Juan Brèthes 1914.  Habromyia lizeri ingår i släktet Habromyia och familjen blomflugor. Inga underarter finns listade i Catalogue of Life.